# Ariel Sganga
Ariel Sganga (ur. 25 lutego 1974) – argentyński judoka. Olimpijczyk z Aten 2004, gdzie odpadł w eliminacjach wadze półśredniej. 
Zajął siódme miejsce na mistrzostwach świata w 2003, uczestnik zawodów w 2001 i 2005. Startował w Pucharze Świata w 2001 i 2004. Brązowy medalista igrzysk panamerykańskich w 2003. Trzeci na igrzyskach Ameryki Południowej w 2002. Zdobył sześć medali mistrzostw panamerykańskich w latach 1999 – 2004. Trzykrotny medalista mistrzostw Ameryki Południowej.

## Letnie Igrzyska Olimpijskie 2004
| Konkurencja | Eliminacje                | Eliminacje            | Repasaże                       | Klas. końcowa |
| Konkurencja | Przeciwnik I              | Przeciwnik II         | Przeciwnik I                   | Miejsce       |
| ----------- | ------------------------- | --------------------- | ------------------------------ | ------------- |
| 81 kg       | Sergei Aschwanden (SUI) Z | Ilias Iliadis (GRE) P | Morgan Endicott-Davies (AUS) P | III runda.    |